# Unbelievable
Unbelievable és una mini-sèrie dramàtica de televisió de 2019 protagonitzada per Toni Collette, Merritt Wever i Kaitlyn Dever. La sèrie tracta d'una sèrie de violacions a Washington i Colorado. La sèrie va ser creada per Susannah Grant, Ayelet Waldman i Michael Chabon. Els tres cocreadors i Sarah Timberman, Carl Beverly i Katie Couric en van ser productors executius. La sèrie va ser llançada el 13 de setembre de 2019 a Netflix.

## Argument
La mini-sèrie conta la història basada en fets reals de Marie, una adolescent adoptada que interposa una denúncia per violació i, al final, decideix retirar-la. Acusada de mentir davant la justícia i amb pressió social constant, fins i tot els seus pares d'acolliment dubten d'ella, i la jove ha de fer front a la seva nova vida.
En aquesta nova vida ha de complir el que el jutge li ha imposat, com no saltar-se les lleis. Dues inspectores de Colorado, Grace Rasmussen i Karen Duvall, investiguen el cas recopilant proves per descobrir la veritat.

## Repartiment

### Protagonistes
- Toni Collette: Detectiu Grace Rasmussen, del Departament de Policia de Westminster, Colorado.[3]
- Merritt Wever: Detectiu Karen Duvall, del Departament de Policia de Golden, Colorado.
- Kaitlyn Dever: Marie Adler, víctima d'agressió sexual.

### Secundaris
- Eric Lange: Detectiu Parker, del Departament de Policia de Lynnwood, Washington, assignat al cas de Marie
- Bill Fagerbakke: Detectiu Pruitt, del Departament de Policia de Lynnwood també assignat al cas de Marie
- Elizabeth Marvel: Judith, la mare adoptiva més recent de Marie
- Bridget Everett: Colleen Doggett, una de les antigues mares adoptives de Marie
- Danielle Macdonald: Amber, víctima d'agressió sexual.
- Dale Dickey: RoseMarie, una detectiva veterana en el Departament de Policia de Westminster.
- Liza Lapira: Mia, experta en vigilància policial
- Omar Maskati: Elias, analista de dades de RoseMarie en el Departament de Policia de Westminster
- Austin Hébert: Max Duvall, l'espòs de Karen, oficial de policia en el Departament de Policia de Westminster
- Kai Lennox: Steve Rasmussen, l'espòs de Grace, investigador en l'oficina del Fiscal General a Westminster, Colorado
- Blake Ellis: Chris McCarthy, un violador en sèrie
- Aaron Staton com Curtis McCarthy, germà de Chris i sospitós
- Patrícia Fa'asua: Becca, consellera als Apartaments Oakdale per a joves en risc
- Charlie McDermott: Ty, conseller als Apartaments Oakdale per a joves en risc
- Brent Sexton: Al, espòs de Colleen i ex-pare adoptiu de Marie
- Annaleigh Ashford: Lily, víctima d'agressió sexual
- Scott Lawrence: Billy Taggart, agent especial de l'FBI
- Shane Paul McGhie: Connor, el expromès de Marie

## Rebuda

### Crítica
En l'agregador Rotten Tomatoes, la sèrie té una qualificació d'aprovació del 97 %, basada en 64 ressenyes, amb una qualificació mitjana de 8.5/10. El consens crític del lloc web diu: "Esquinçador i poderós, Unbelievable transcendeix els batecs familiars del veritable crim en canviar la seva mirada cap als supervivents d'abús, explicant les seves històries amb gràcia i gravetat". A Metacritic, la sèrie té una puntuació mitjana ponderada de 82 sobre 100, basat en 23 crítiques, la qual cosa indica "aclamació universal".

### Audiència
El 17 d'octubre de 2019, Netflix va anunciar que la mini-sèrie havia estat vista per més de 32 milions d'espectadors després del seu llançament en la seva plataforma.

### Reconeixement
La mini-sèrie va rebre quatre nominacions en els Premis Globus d'Or de 2020, incloent; millor sèrie limitada, millor actriu de mini-sèrie per Kaitlyn Dever i Merritt Wever i millor actriu de repartiment en sèrie limitada per a Toni Collette, que va ser l'única guanyadora de la nit.